# Aleksandr Doweld
Aleksandr Borisowicz Doweld (ros. Александр Борисович Довелд, często pisany jako Aleksander Borisowicz Doweld, ur. 1 stycznia 1973 w Moskwie) – rosyjski biolog. Jest autorem wielu prac naukowych, głównie w dziedzinie botaniki, paleontologii i mykologii. M.in. dokonał poprawek dotyczących terminologii i nomenklatury botanicznej w opracowanym w 1820 r. przez Iwana Martynowa rosyjskim słowniku biologicznym.
Przy nazwach naukowych utworzonych przez niego taksonów standardowo dodawane jest jego nazwisko Doweld (zobacz: lista skrótów nazwisk botaników i mykologów).